# Echinomyces
Echinomyces és a gènere monotípic de fongs a la família Diatrypaceae de l'orde de les xilarials. La seva única espècie és Echinomyces echidna.
|             | Eutypa                                                        |
|             |                                                               |
|             | Diatrype                                                      |
|             |                                                               |
|             | Cryptosphaeria                                                |
|             |                                                               |
|             | Anthostoma                                                    |
|             |                                                               |
|             | Diatrypella                                                   |
|             |                                                               |
|             | Libertella                                                    |
|             |                                                               |
|             | Eutypella                                                     |
|             |                                                               |
|             | Peroneutypa                                                   |
|             |                                                               |
|             | Quaternaria                                                   |
|             |                                                               |
|             | Endoxylina                                                    |
|             |                                                               |
|             | Fassia                                                        |
|             |                                                               |
|             | Dothideovalsa                                                 |
|             |                                                               |
|             | Rostronitschkia                                               |
|             |                                                               |
|             | Leptoperidia                                                  |
|             |                                                               |
| Echinomyces | \| \| Echinomyces echidna (Cooke) Rappaz 1987 [2] \| \| \| \| |
|             | \| \| Echinomyces echidna (Cooke) Rappaz 1987 [2] \| \| \| \| |
|             | Pogonospora                                                   |
|             |                                                               |
|             | Echinomyces echidna (Cooke) Rappaz 1987                       |
|             |                                                               |

|  | Echinomyces echidna (Cooke) Rappaz 1987 |
|  |                                         |